# Gérard Schwyn

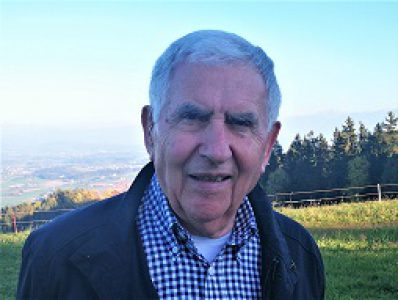
Gérard Schwyn (2020)

Gérard Schwyn  (* 6. Juni 1931 in Paris; heimatberechtigt in Beringen SH) ist ein Schweizer Autor.  Früher arbeitete er als Feinmechaniker,  Verkaufsleiter, Werbetexter und als Eventmanager.

## Leben
Gérard Schwyn wurde am 6. Juni 1931 in Paris geboren. Sein Vater Ernst Schwyn († 1967) war Mechaniker bei Renault und bei Citroën. Seine Mutter Anna Schwyn († 1972) arbeitete als Kindermädchen. Gérard Schwyn hat einen Bruder, Ernst-Paul Schwyn (* 1936).
1933 zog die Familie nach Beringen, wo Gérard Schwyn seine Kindheit und Jugend verbrachte. Hier durchlief er die Primar- und die Sekundarschule. Er wäre gerne Architekt oder Bauzeichner geworden. Da es zu dieser Zeit üblich war, dass Söhne den gleichen Beruf lernten wie ihre Väter, absolvierte Schwyn eine Lehre als Mechaniker bei der Firma SIG in Schaffhausen. Vor der Lehre wurde er in ein Institut in Payerne geschickt, um Französisch zu lernen. Nach der Lehre besuchte er eine Handelsschule. Er trainierte – meist in Eigenregie – Mittelstreckenläufe und absolvierte erfolgreich einige Wettkämpfe.
1952 ging er nach London, um sein Englisch zu verbessern. 1953 studierte er zwei Semester in Paris an der Sorbonne. Dort lernte er den Maler Kurt Hinrichsen (1901–1963) kennen, mit dem er bis zu dessen Lebensende freundschaftlich verbunden blieb.
Abenteuerlust und der Wunsch nach Reichtum und Berühmtheit bewegten Gérard Schwyn dazu 1957 nach Venezuela auszuwandern. Seine Erlebnisse schildert er im Roman Tropensonne. In Venezuela arbeitete er für verschiedene Vertretungen von Schweizer Firmen. Parallel dazu war er ein erfolgreicher Leichtathlet (800-Meter-Lauf, 1500-Meter-Lauf und 3000 m Hindernis). Seine Resultate (Landesrekord in den drei Disziplinen) veranlassten den venezolanischen Leichtathletikverband, ihn für die Panamerikanischen Spiele von 1959 vorzuschlagen. Das Einbürgerungsprozedere aber zu lange, so konnte er nicht starten.
Eine bereits zugesagte Stelle in Mexico kam auf Grund des Verkaufs der Firma nicht zustande. Da dies bei einem Ferienaufenthalt in der Schweiz bekannt wurde, blieb Gérard Schwyn im Heimatland. Er arbeitete dann in verschiedenen Firmen als Verkaufsleiter.
1964 heiratete er Erna Feldmann. Zusammen hatten sie zwei Kinder. Die Familie lebte zunächst in Zürich-Höngg und ab 1969 auf der Forch ZH. 1971 machte Schwyn sich mit seiner ersten Werbeagentur selbstständig. Am 7. August 1974 starb seine Frau.
Aus seiner zweiten, 1977 geschlossenen Ehe mit Regula Gysi ging 1981 ein weiterer Sohn hervor. Die Werbeagentur Schwyn wurde 1984 in die ADCOM AG umgewandelt. 1988 gründete er die Eventagentur AGENTURA AG. Aus den beiden Firmen wurde 2000 die MAIN Communication. Seit 2008 ist die Firma im Handelsregister gelöscht.
Seinen ersten Roman (Rote Waffen für Maracaibo) veröffentlichte er unter dem Pseudonym Henry Morgan. Seit 2005 sind die Bücher unter seinem Namen erschienen.

## Werke
- Tropensonne. Oldenburg 2005.
- Panama. Oldenburg 2005.
- Sprengstoff in Basel. Oldenburg 2005.
- Pulverfass Kosovo. Oldenburg 2006.
- Jagd nach dem Gold. Oldenburg 2007.
- Geldwäsche in Zürich. Oldenburg 2008.
- Die Piraten von Somalia. Oldenburg 2010.
- Buenos dias.....manana. Oldenburg 2011.
- Schurken und Schurkenstaaten. Kindle, 2011.
- Geraubtes Land. Oldenburg 2013.
- Das Netzwerk. Oldenburg 2014.
- Der Schurke. Oldenburg 2015.
- Begegnungen. Oldenburg 2015.
- Der Einbruch. Oldenburg 2017.
- Fracht für die Mafia. Oldenburg 2019.
- Putins Geheimdienst in Zürich räumt auf. Kindle, 2020.